# كينيث بول
كينيث بول (27 أبريل 1934 - )  (بالإنجليزية: Kenneth Poole)‏ هو لاعب كريكت بريطاني.